# Чавдар (мост в София)
Вижте пояснителната страница за други значения на Чавдар.
„Чавдар“ е двоен надлез близо до центъра на София.
Използва се за автомобилен и пешеходен транспорт. По моста преминават тролейбусни и автобусни линии.
Мостът свързва края на централния булевард „Княз Александър Дондуков“ (на запад) с началото на бул. „Владимир Вазов“ (на изток) между жилищните комплекси „Сухата река“ и „Хаджи Димитър“.
Преминава над булевард „Генерал Данаил Николаев“ и много железопътни линии, повечето от които са от трасето между гара Подуяне и Сточната гара, а други са товарни отклонения.
Мостът „Чавдар“ всъщност се състои от 2 отделни почти успоредни моста, построени по различно време.
Старият мост е издигнат през 1950-те години, при което е разрушена съществуващата на същото място малка Царска спирка по железопътната линия Пловдив – София.
Новият мост, по-висок от стария и разположен в югоизточната половина на съоръжението, е изграден в края на 1980-те години, за да улесни движението по надлеза, като позволи еднопосочно движение по всеки мост от него.